# Allerheiligenkirche (Dobříkov)

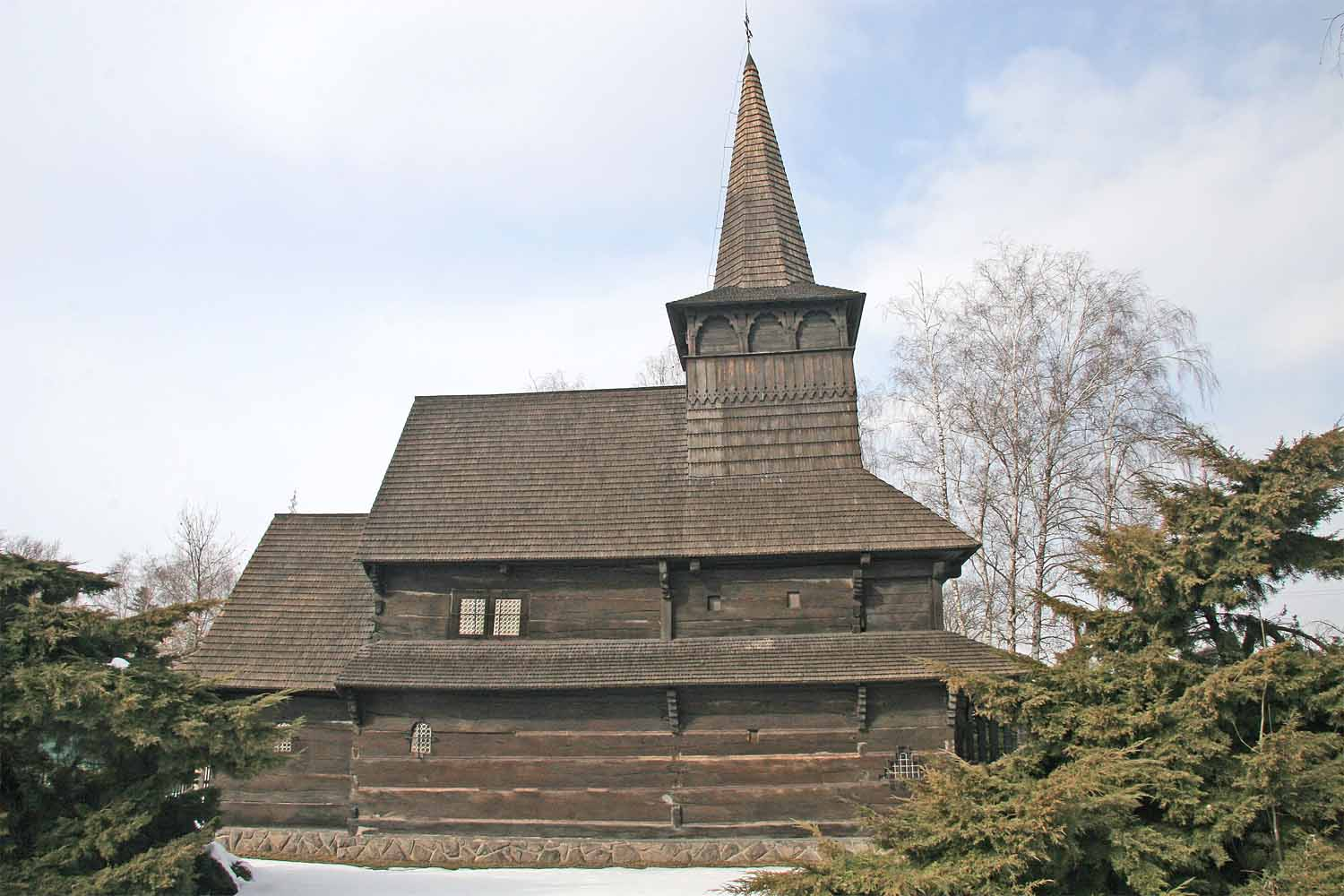
Außenansicht

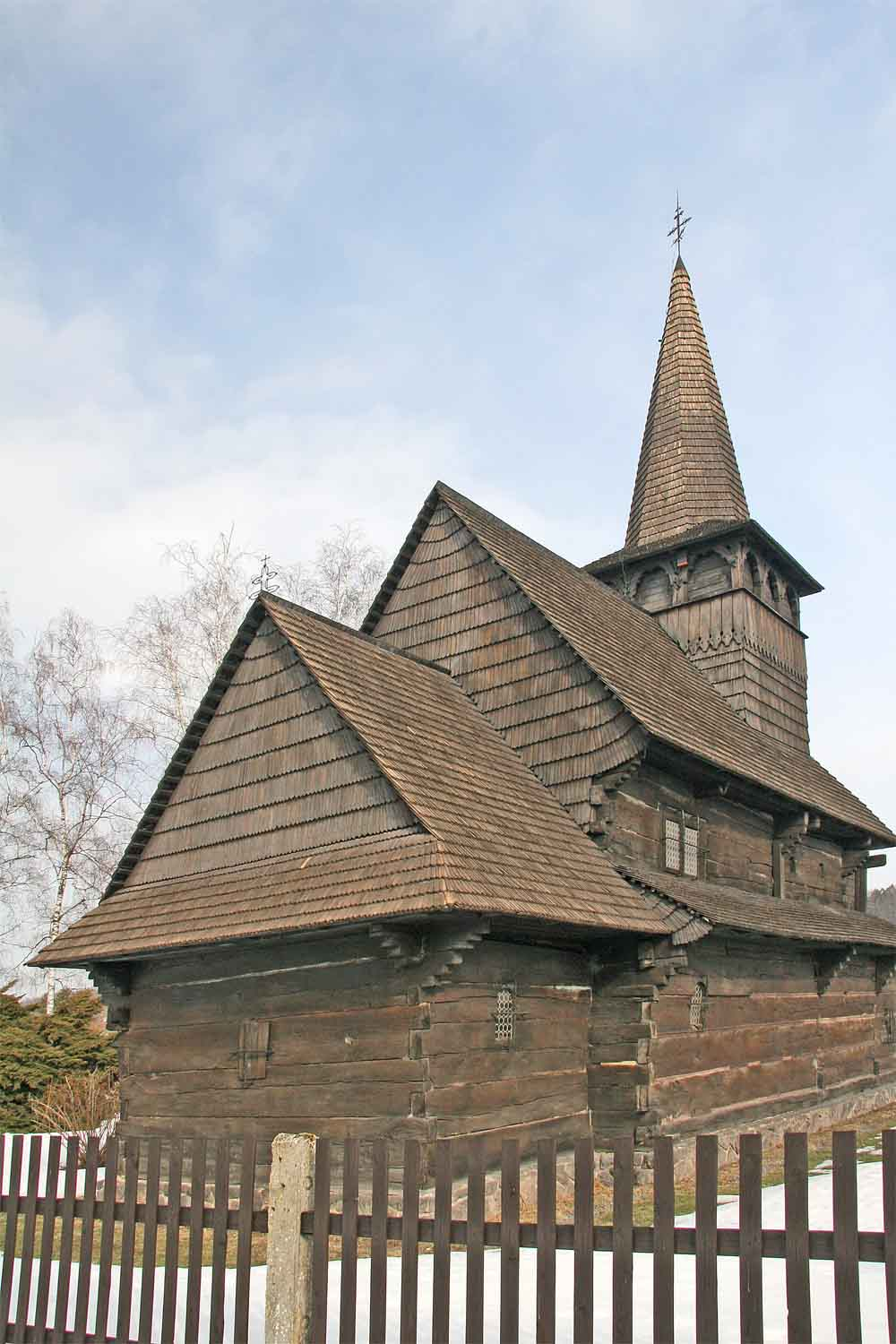
Außenansicht

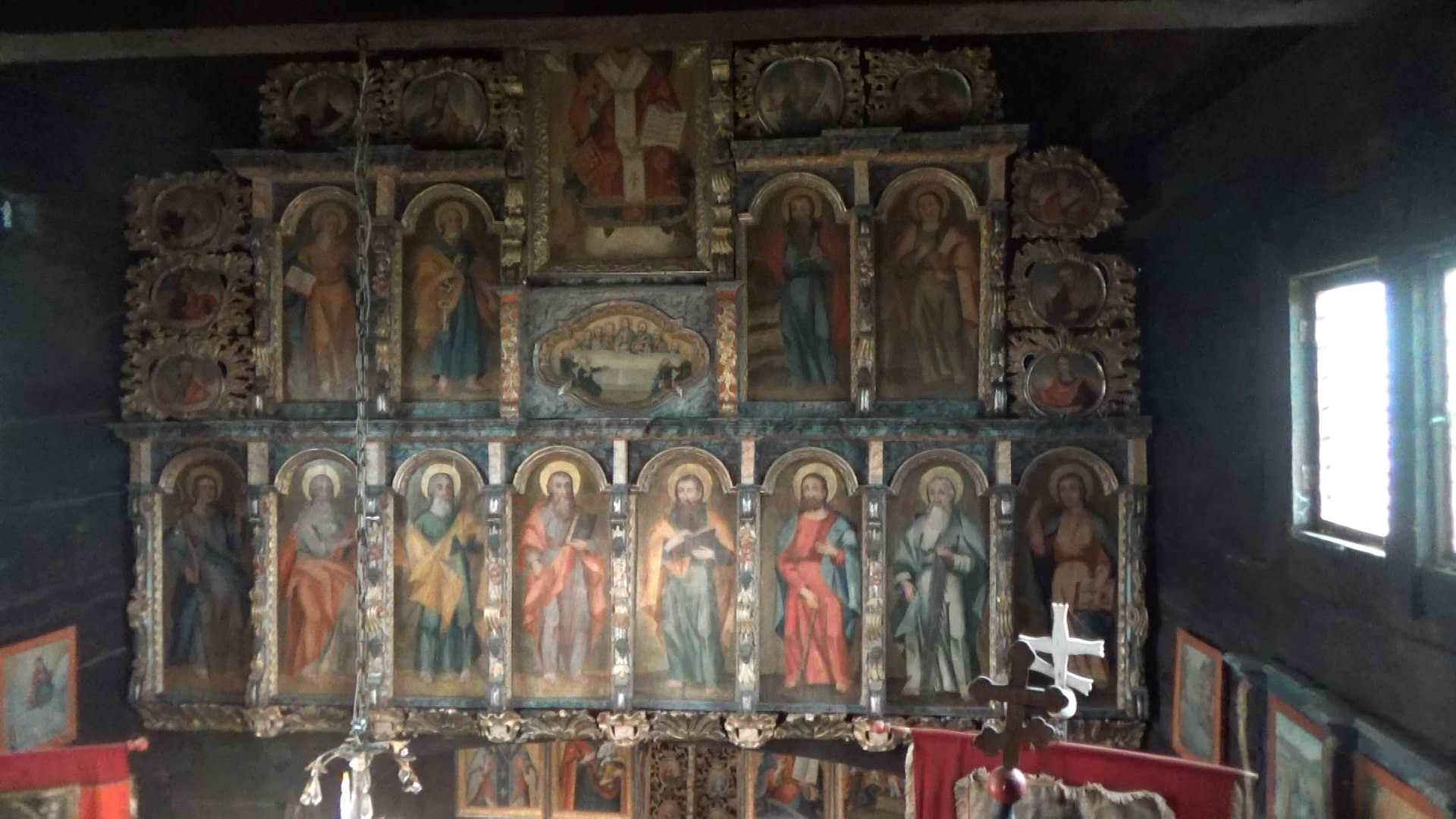
Ikonostase

Die Allerheiligenkirche (tschechisch Kostel Všech svatých, auch Podkarpatský kostelík Všech svatých) befindet sich seit 1930 in der Gemeinde Dobříkov in Tschechien. Die ursprüngliche Dorfkirche von Velká Kopaň bei Sevljuš in Karpatenukraine wurde seit ihrem Bestehen zweimal umgesetzt, von 1857 bis 1930 stand sie in Cholmowez. Sie ist eine der sechs karpatenrussischen Holzkirchen, die vor dem Zweiten Weltkrieg innerhalb der Tschechoslowakei nach Böhmen und Mähren verkauft wurden.

## Bauwerk
Die Kirche ist ein aus Eichenbohlen gezimmerter Holzbau mit Turm und Schindeldach des ungarischen Typs der ruthenischen Volksbauweise. Die Kirche gliedert sich in drei Teile: den Vorraum (babinec, hinterer Teil des Hauptschiffes, für die Frauen), das Hauptschiff (nava, für die Männer) und das Presbyterium (Altarschrot). Das Presbyterium ist vom Hauptschiff durch die Ikonostase abgetrennt. Das Bauwerk hat eine Länge von 15 m und eine Breite von 6 m. Die Turmhöhe beträgt 18 m.
Das Interieur, die Tafelbilder auf Eichen- und Lindenholz sowie die Rokoko-Ikonostase stammen aus Cholmowez sowie der abgebrochenen Kirche von Trosnyk; die ältesten Stücke stammen aus dem 17. Jahrhundert. Die getriebene Tür wurde von der Masaryk-Fachschule Litomyšl entworfen und gefertigt.

## Geschichte
Die Kirche wurde 1679 in dem ruthenischen Dorf Welyka Kopanja errichtet und diente der Ruthenischen Gemeinde als Gotteshaus. Unter dem Pfarrer Andrej Popowitsch, der von 1855 bis 1893 in Welyka Kopanja wirkte, wurde die Kirche 1857 für 255 Gulden nach Cholmowez verkauft.
Durch den teilweisen Rückbau des Altarschrotes und der Pyramidendächer wurde der Zustand der Kirche zu Beginn der 1920er Jahre beträchtlich verschlechtert. In der Mitte der 1920er Jahre wurden die Ikonen aus der demontierten Holzkirche von Šašvár übernommen.
Nachdem der Senator Václav Klofáč vom Verfall der Kirche erfahren hatte, kaufte er 1927 das stark beschädigte Gotteshaus für 16.000 Tschechoslowakische Kronen. Klofáč beauftragte den Architekten Adolf Kolena aus Mukačevo mit der Zerlegung der Kirche in Cholmovec, dem Transport der Teile nach seinen Wohnort Dobříkov, der Reparatur und dem Wiederaufbau. Die praktische Ausführung der Umsetzung erfolgte durch den Zimmermeister Cyril Barlušek aus Užhorod. Am 27. Juli 1930 trafen die Teile mit der Eisenbahn aus Karpatenrussland in Dobříkov ein. Die Restaurierung der originalen Wandgemälde erfolgte durch den Prager Maler Vlastimil Košvanec, der auch einige Glasmalereien und das Gemälde von Jan Hus und Johann Amos Comenius schuf.
Die Weihe erfolgte am 6. Juli 1931 durch den Patriarchen der Tschechoslowakischen Hussitischen Kirche Gustav Adolf Procházka in Anwesenheit von Gästen aus allen Ländern der Tschechoslowakei.
1963 wurde die Kirche in das Verzeichnis der unbeweglichen Kulturgüter aufgenommen. Sie ist Eigentum der Tschechoslowakischen Hussitischen Kirche und gehört zur Pfarrei Vysoké Mýto.